# Târnova (gmina w okręgu Arad)
Târnova – gmina w Rumunii, w okręgu Arad. Obejmuje miejscowości Agrișu Mare, Arăneag, Chier, Drauț, Dud i Târnova. W 2011 roku liczyła 5935 mieszkańców.